# Nephodia nubetincta
Nephodia nubetincta là một loài bướm đêm trong họ Geometridae.